# Sarcinodes restitutaria
Sarcinodes restitutaria är en fjärilsart som beskrevs av Walker 1862. Sarcinodes restitutaria ingår i släktet Sarcinodes och familjen mätare. Inga underarter finns listade.